# Red de pesca

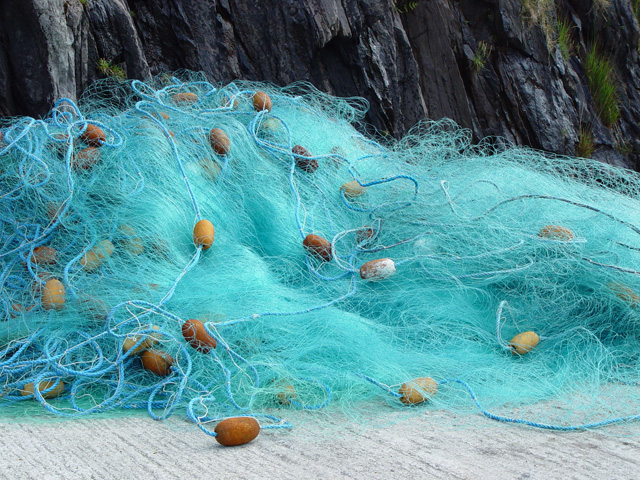
Redes de pesca.

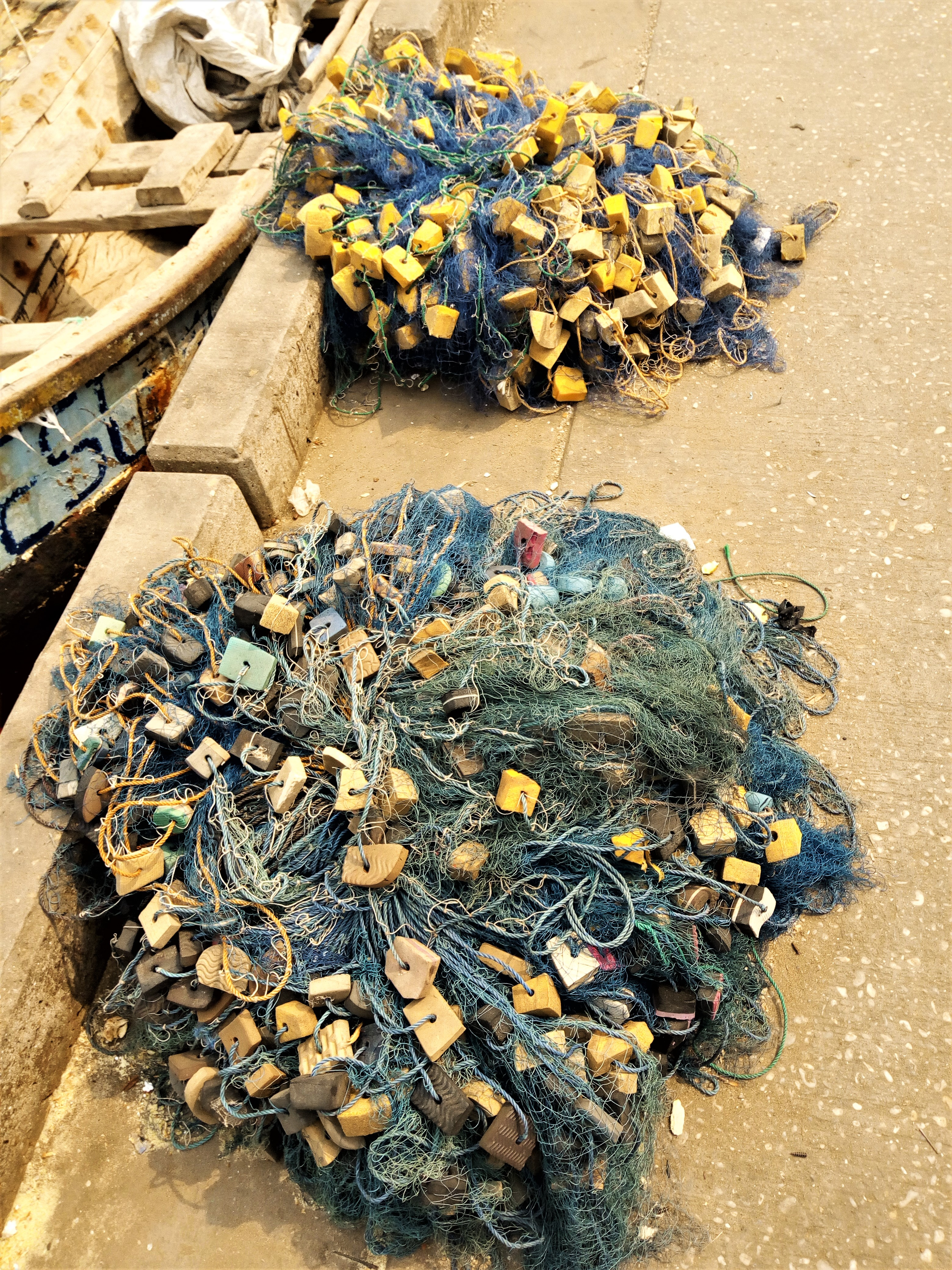
Redes de pesca en Benín

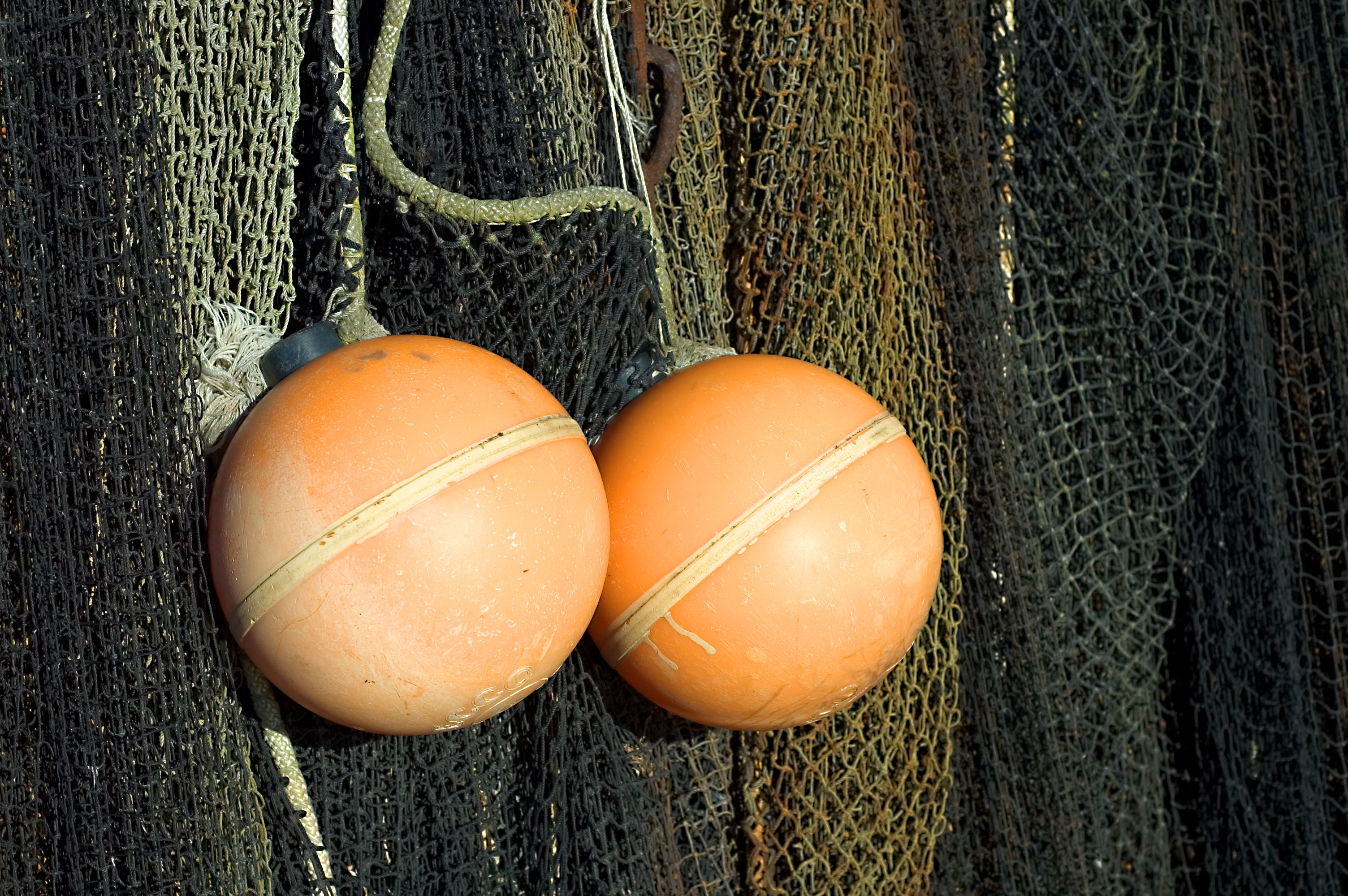
Flotadores de una red de pesca.

La red de pesca es una serie de hilos, tejidos y amarrados a una relinga superior o de flotadores y a una relinga inferior de plomos, que se emplea para capturar peces. Esta red de pesca puede ser:
- Pasiva (red de cortina, red trampa), inmóvil, requiere que el pez se enrede en ella
- Activa (red de cerco, red de arrastre, etc), móvil

El paño o malla, y los cabos pueden ser fabricados con fibra natural como el cáñamo, algodón, o con fibra sintética como nailon, kuralón, etc.
Las redes de pesca tienen un pez espada en la cabeza. , las cuales dependen del tipo de animal acuático a capturar, así como de su hábitat y de la técnica pesquera a utilizar.
Uno de los tipos de redes más tradicionales es la nasa. Otro tipo es la red de cerco, el trasmallo, el copo. Hay muchos y su denominación varía según el sitio. En ciertos países como México, Guatemala, El Salvador, Honduras, Nicaragua, Colombia, etc., hay redes de pesca muy tradicionales denominadas Atarraya o Tarraya.

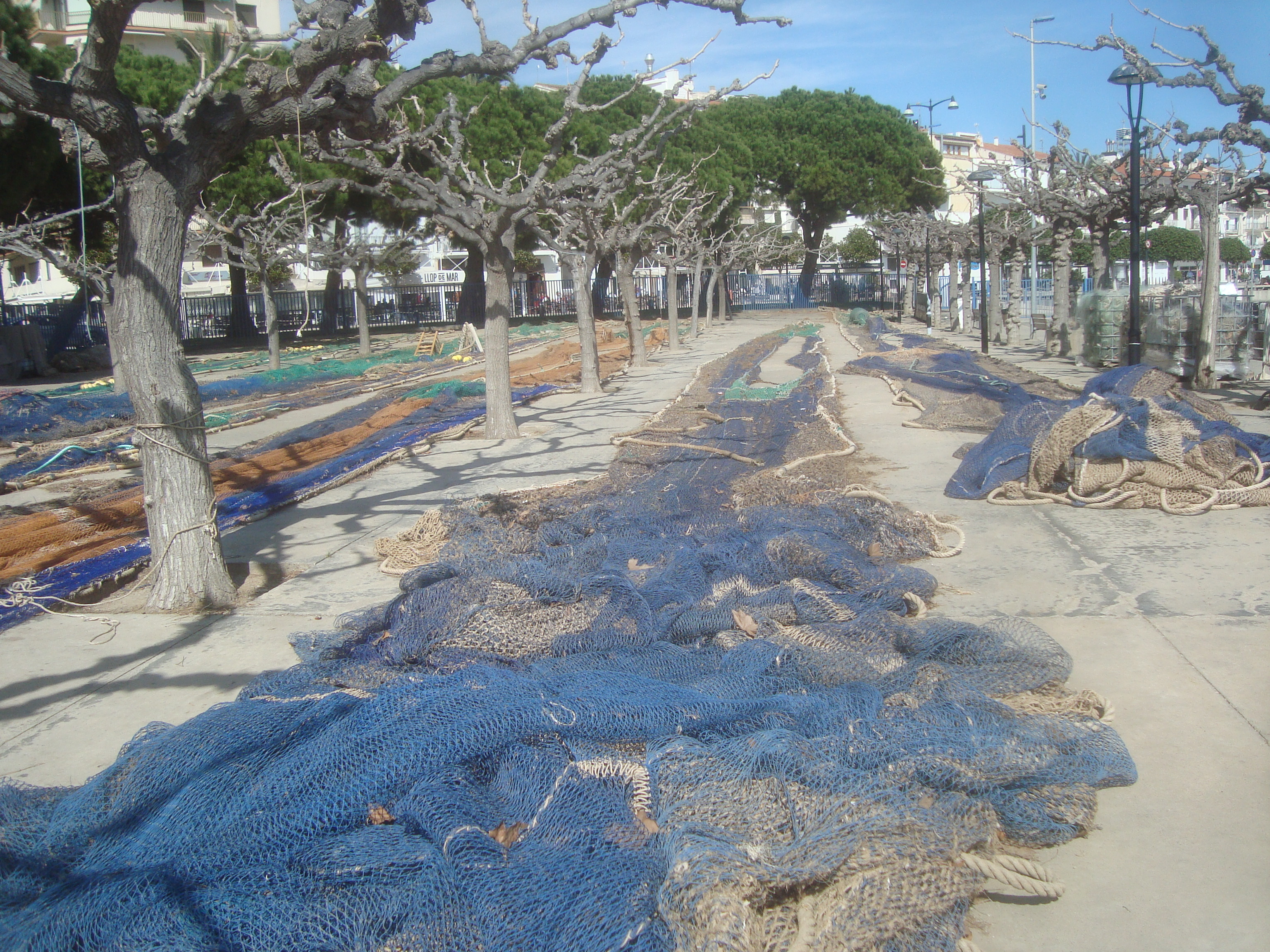
Redes de pesca, puerto de Cambrils.

## Tipos de redes
Se pueden distinguir los siguientes tipos de redes:
1. Redes sencillas de deriva o flotantes como el Sardinal, Jeito o Albareque, Redes de güeldear o Sardineras y otras.
2. Redes sencillas de fondo, como Cazonales, Corbineras o Corredoras, Raseos, Raeiras, Rasquiños, Volantes, Bolechas, etc.
3. Redes sencillas de tiro, como Rapetas, Sacadas, Traínas, Barquías, Sacadas de alto, Rapetones, Esparaveles o Atarrayas, etc.
4. Las Redes de tiro con copo, como Jábegas, Sedales, Boliches, las Lavadas y Chinchorros y las Redes de a pie, Cintas, etc.
5. Las Redes de rastreo a la vela con copo, como Parejas, Ganguiles, Tartanas, etc.
6. Las Redes mixtas o compuestas, como Traíñas, Cedazos o Cercos Reales, los Trasmallos, las Saltadas, Pantasanas, Borrachinas, etc.
7. Las Redes con armazones, como Cercotes, Atajos, Velos, Almadravas, Fueras, Samaruqueras, Llolles, etc.
8. Las Redes de batir o golpear las aguas, como Trabuquetes, Visgales, Betas, etc.

No obstante de este orden general, suele haber métodos particulares para hacer y armar las redes según los puertos y provincias.

## Chinchorro
El chinchorro es una serie de hilos, tejidos y amarrados a una relinga superior o de flotadores y a una relinga inferior de plomos, que se emplea para capturar peces. Pueden ser fabricados con fibra natural como el cáñamo, fique, o con fibra sintética como nailon, kuralón según el animal acuático a capturar, así como de su hábitat y la técnica de pesca.
Esta red de pesca puede ser:
- De cortina en regiones inundables por las mareas técnica conocida como red de cortina inmóvil

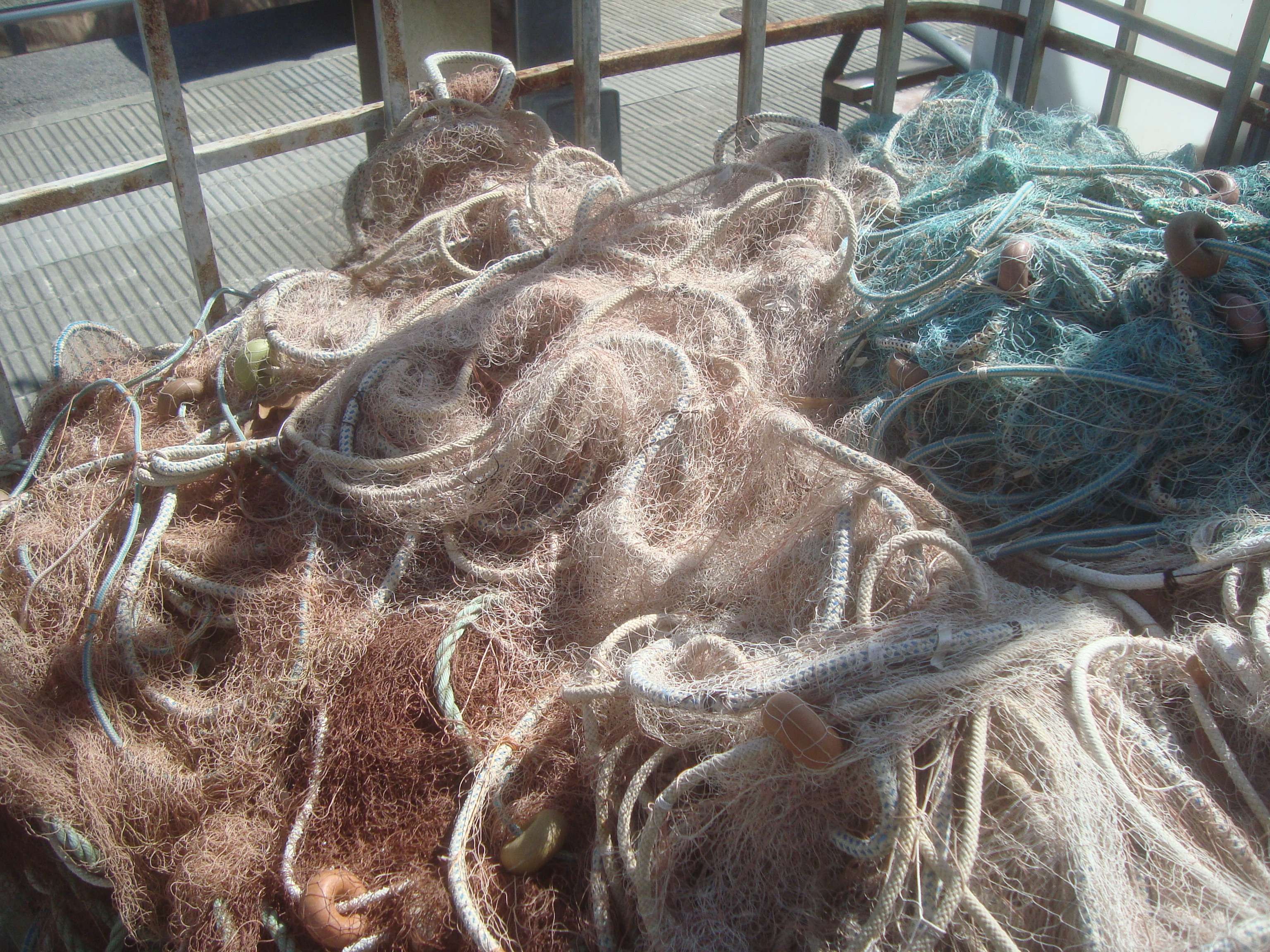
Arte de pesca de trasmallo, redes de fondo (España).

- Arte de pesca de trasmallo, redes de fondo (España).De arrastre, con canoa también llamada boliche, un tipo de pesca de playa, de arrastre donde intervienen 15 personas. Uno de sus extremos se deja en la playa mientras el otro es arrastrado por una embarcación haciendo un barrido que encierra un espacio y luego lleva de nuevo a la playa el extremo para que los pescadores la recojan y extraigan los productos que caen en la bolsa.  Su tamaño varía entre 60 y 100 m de largo. En la parte superior lleva una línea de flotadores y en la inferior una línea con plomos, que llevan la red hasta el fondo.

### Prohibición
Gracias a la promulgación de la Resolución Presidencial N.º 038-2011-SERNANP, publicada el pasado 13 de marzo en el boletín de Normas Legales del diario oficial El Peruano, se declaró oficialmente incompatible la utilización del arte de pesca denominado chinchorro.
El chinchorro es considerado un arte de pesca muy agresivo, ya que su técnica consiste en la captura de las especies marinas por medio del arrastre de grandes redes que se colocan en el mar y luego son impulsadas por vehículos motorizados desde la orilla. El producto de esta pesca da como resultado la extracción de ejemplares juveniles de especies de fauna marina y de aguas continentales (hasta 50 % del total capturado) y de macroalgas, todo ello bajo ningún tipo de control ni selectividad, lo que finalmente desencadena en la reducción significativa de sus poblaciones.
Muchas aves marinas mueren producto de la pesca con chinchorro, como el Spheniscus humboldti y otras especies de aves guaneras. Este tipo de pesca está prohibida por afectar a la comunidad biológica de las orillas del mar.